# Centurion (US-amerikanische Fahrradmarke)
Centurion war eine US-japanische Fahrradmarke. Der deutsche Hersteller gleichen Namens ist seit 1991 alleiniger Inhaber der Namensrechte.
Centurion wurde 1969 u. a. von Junya (Cozy) Yamakoshi in den USA gegründet. Die Firma ließ fast sämtliche Rahmen in Japan produzieren, unter anderem bei der traditionellen Fahrradmanufaktur Tano in Kōbe. Der Import für den US-Markt erfolgte durch WSI (Western States Imports). Ab 1976 importierte Wolfgang Renner, damals noch als Nowack Radsport-Vertrieb, Centurion nach Deutschland und gab auch komplett eigene Modelle bei Tano in Auftrag, wie z. B. 1982 das erste deutsche Mountainbike "Centurion Country".
Wegen der Herstellung in Japan wird Centurion manchmal als japanischer Hersteller bezeichnet. Später wurden Modelle auch in Taiwan u. a. von Merida produziert. 
In den 1980er Jahren wurde in den USA aus Centurion schrittweise Centurion/Diamondback, und ab 1990 verwendete WSI für Fahrräder nur noch die Marke Diamondback, die WSI 1977 speziell für den BMX-Bereich gegründet hatte. Die Firma wurde 1999 von Derby Cycle übernommen und die Produktion im Jahr 2000 eingestellt. Heute ist Diamondback Teil der Accell Gruppe und wird von Kent, Washington aus geführt. 
Die Namensrechte für Centurion wurden 1991 von Wolfgang Renner erworben und liegen heute in Deutschland. Renner baute Centurion in der Folgezeit zu einem komplett eigenständigen Hersteller mit Design und Konstruktion in Deutschland aus. Centurion unterhält seit 1998 erneut enge Beziehungen zu Merida. 
Viele klassische Rennräder aus den WSI-Tagen der Marke sind heute noch erhalten und haben eine kleine Fangemeinde.